# Tel Aviv Open 1987
Il Tel Aviv Open 1987 è stato un torneo di tennis giocato sul cemento. È stata l'8ª edizione del torneo, che fa parte del Nabisco Grand Prix 1987. Si è giocato al Israel Tennis Centers di Ramat HaSharon vicino a Tel Aviv in Israele dal 12 al 19 ottobre 1987.

## Campioni

### Singolare maschile
Amos Mansdorf ha battuto in finale  Brad Gilbert con il punteggio di 3–6, 6–3, 6–4

### Doppio maschile
Gilad Bloom /  Shahar Perkiss hanno battuto in finale  Wolfgang Popp /  Huub van Boeckel con il punteggio di 6–2, 6–4